# Experiment na ptáku ve vývěvě
Experiment na ptáku ve vývěvě (anglicky: An Experiment on a Bird in the Air Pump) je olejomalba Josepha Wrighta z roku 1768. Je jedním z řady Wrightových obrazů, kde je scéna nasvícena jediným malým zdrojem světla v centru obrazu (tento efekt se nazývá šerosvit). Malba se od tehdejších zvyklostí liší tím, že zobrazuje vědecký objekt namísto obvyklé scény historického či duchovního významu. Wright zobrazoval průmyslovou revoluci a vědecké pokroky osvícenství a i když jeho současníci označovali obrazy za mimořádné, jeho provinční status a výběr tématu zajistily, že tento styl malby nebyl nikdy rozsáhle napodobován. Od roku 1863 se obraz nachází v londýnské Národní galerii a stále je považován za mistrovské dílo britského umění.
Malba zobrazuje učence, předchůdce moderních vědců, jak reprodukuje jeden z experimentů Roberta Boyla s vývěvou, ve které je pták připraven o všechen vzduch, před skupinkou přihlížejících. Tato skupina představuje rozličnost reakcí, ale u většiny diváků převažuje zvědavost nad starostí o ptáka. Centrální postava se dívá z obrazu, jako by si žádala divákovu účast.

## Malba
V porovnání s předchozím obrazem Filosof předvádí tellurium (anglicky A Philosopher giving a Lecture on the Orrery), dnes vystaveným v Derbském muzeu, má Experiment na ptáku ve vývěvě značný emocionální náboj. Malba, vysoká 183 a široká 244 centimetrů, ukazuje bílého kakadua, který se chvěje v panice, jak je vzduch z nádoby postupně odsáván. Přihlížející představují různé emoce: jedna z dívek úzkostně sleduje smrt ptáka, zatímco druhá se ani nedívá a je uklidňována svým otcem; dva muži (z nichž jeden měří čas) a chlapec sledují pokus se zájmem, zatímco dva milenci nalevo si ho ani nevšímají. Sám učenec se dívá z obrazu a vypadá, jako by se diváka ptal, zda má pokračovat a zabít ptáka nebo má vzduch napustit zpět a zachránit jej. Kromě dětí ptákovi nikdo sympatie nevěnuje. David Solkin předpokládá, že předmětem malby je ukázat věcný odstup vyvíjející se vědecké společnosti. Úzkost kakadua ve vývěvě vyvolává jen pečlivé prostudování. Byla objevena také skica od Josepha Wrighta, kde je scéna poněkud odlišná: učenec uklidňuje dívky a je zřejmé, že pták přežije. Kompozice zde postrádá sílu finální verze obrazu.
Kakadu byl v časech Josepha Wrighta vzácným druhem a „jeho život by ve skutečnosti nikdo pro takový experiment neriskoval“. Výběrem tohoto vzácného druhu jako vědecké oběti Wright nejen vytvořil dramatičtější subjekt, ale také chtěl možná vypovědět o hodnotách v tehdejší osvícenské společnosti. Kakaduovo bílé opeření navíc v tmavé místnosti vyniká.
Na stole je k vidění i další vybavení, které učenec pro pokus využil: teploměr, nástroj na zhasnutí svíčky, zátka a dvě Magdeburské polokoule. Samotná vývěva je vykreslená do jemných detailů a je tak věrným záznamem toho, jak tento nástroj vypadal ve Wrightově době.
Silný centrální zdroj světla vytváří šerosvit. Osvětlení scény je popisováno jako „tak zářivé, že může jít pouze o světlo odhalení“. Zdroj světla je skryt za nádobou na stole, vedle níž je k vidění náznak lampového skla, ale David Hockney předpokládá, že samotná nádoba může obsahovat síru a být tak silnějším zdrojem světla než svíčka či plynová lampa, i když v dřívější Wrightově studii obrazu je viditelný svícen a plamen zrcadlící se v nádobě. Zajímavé na malbě je i to, že jsou na ní zobrazené archetypy lidí, nikoliv specifické osoby.